# Thomas Frankland (6e baronnet)
Pour les articles homonymes, voir Thomas Frankland et Frankland.
Thomas Frankland, 6e baronnet (septembre 1750 - 4 janvier 1831) est un propriétaire terrien de Thirkleby, Yorkshire et un homme politique qui siège à la Chambre des communes en deux mandats entre 1774 et 1801. Il est un éminent botaniste. Le genre Franklandia est nommé en son honneur.

## Biographie

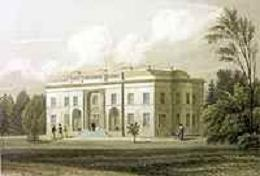
Thirkleby Hall vers 1800

Il est né à Londres. Il est le fils aîné de l'amiral Thomas Frankland (5e baronnet) et de sa femme Sarah Rhett. Il fait ses études au Collège d'Eton de 1761 à 1767 et est immatriculé au Merton College d'Oxford en juin 1768 obtenant un MA en juillet 1771. En 1772, il entre au Lincoln's Inn. Il est un excellent naturaliste, botaniste et fleuriste et est élu membre de la Royal Society en 1773. Il est également une autorité en matière de sport britannique. Il épouse sa cousine Dorothy Smelt, fille de William Smelt de Bedale, Yorkshire le 7 mars 1775.
Il est élu sans opposition en tant que député de Thirsk avec son père aux élections générales de 1774, mais ne se présente pas en 1780. Il ne semble pas avoir parlé lors de son premier mandat.
Il hérite de la baronnie et de Thirkleby Hall près de Thirsk à la mort de son père en 1784. Il laisse peu de fortune, mais hérite de la nomination de deux sièges au Parlement pour Thirsk qui sont estimés à une valeur entre £ 8,000 et £ 10,000. En 1790, il charge James Wyatt de reconstruire Thirkleby Hall. Il sert en tant que haut shérif du Yorkshire de 1792 à 1793. En 1796, William Pitt le Jeune lui offre une pairie en échange de ses deux sièges parlementaires à Thirsk. Frankland refuse l'offre et est député de Thirsk aux élections générales de 1796. Il occupe le siège jusqu'en 1801, date à laquelle il fait élire son frère William.
Il est décédé à Thirkleby Hall en 1831. Lui et sa femme Dorothy ont cinq enfants dont seul son héritier, Robert Frankland-Russell (7e baronnet), survit. Le sculpteur John Flaxman commémore la mémoire de quatre de leurs enfants dans l'église All Saints, grand Thirkleby . Le domaine de Thirkleby est vendu aux enchères après la Première Guerre mondiale, mais le château n'a pas été vendu et est démantelé en 1927.